# Планински плавац
Планински плавац (лат. Polyommatus eros) је врста лептира из породице плаваца (лат. Lycaenidae).

## Опис врсте
Основна боја горње стране крила мужјака је небоплава, са упадљивим плавим одсјајем. Руб крила је оивичен црном бојом, а доња крила имају низ црних, маргиналних тачака. Женке су браон, обично са плавичастом нијаносм у бази крила. Доња страна крила је светлокрем, до плавичаста, шаре су уобичајене за род Polyommatus, контрасне у односу на светлу позадину и делују уредно. Наранџасти субмаргинални лукови су узани и зашиљени. Распон крила је између 26 и 36 mm.
На подручју Балкана се среће подврста Polyommatus eros eroides, која се познаје по нешто тамнијој плавој нијанси и ширем црном рубу са горње стране крила.
Доња страна је налик обичном плавцу, али шаре су контрастније и делују уредније.

## Распрострањење и станиште
Среће се на каменитим, кречњачким теренима планина јужне и централне Србије. Локална је планинска врста источне Европе. 

## Биљке хранитељке
Биљка хранитељка је Genista depressa.